# إيما يندكفيست
إيما يندكفيست (بالسويدية: Emma Lindqvist) (17 سبتمبر 1997 في السويد - ) هي لاعبة كرة يد السويد في مركز ظهير ‏.

## وصلات خارجية
- إيما يندكفيست على موقع الاتحاد الأوروبي لكرة اليد (الإنجليزية)
- إيما يندكفيست على موقع اللجنة الأولمبية الدولية (الإنجليزية)
- إيما يندكفيست على موقع أوليمبيديا (الإنجليزية)
- إيما يندكفيست على موقع اللجنة الأولمبية السويدية (السويدية)